# فلیچه سولدینی
فلیچه سولدینی (انگلیسی: Felice Soldini; ۱ ژانویهٔ ۱۹۱۵ – ژانویه ۱۹۷۱) بازیکن فوتبال اهل سوئیس بود.
وی عضو تیم ملی فوتبال سوئیس در جام جهانی فوتبال ۱۹۵۰ بوده‌است. 